# 田代ダム
田代ダム（たしろダム）は、静岡県静岡市葵区田代字小蛇眠地先、一級水系・大井川本川源流部に建設されたダムである。ダム管理者は、東京電力リニューアブルパワー。

## 沿革
1906年（明治39年）日本とイギリス資本の合弁により設立が計画された日英水力電気は、その後イギリス資本の撤退により日本単独資本となり、1911年（明治43年）に発足した。日英水力電気は1921年（大正10年）に早川電力へ吸収され、この頃より大井川水系と富士川水系を結んだ水力発電事業を計画した。大井川最上流部の田代地点にダムを建設して取水、導水した水を富士川水系早川に落とし、発電を行うというものであった。
この計画に沿って1924年（大正13年）より建設が開始され、1928年（昭和3年）に完成したダムが田代ダムである。大井川水系において初の本格的なダムであった。

## 目的
田代ダムは堤高17.3mの重力式コンクリートダムで、ダム堤体にゲートを設けない非越流型重力式コンクリートダムである。ダム脇の部分に洪水吐きを設け、余剰水を放流する。同型式のダムとしては小河内ダム（多摩川）や三浦ダム（王滝川）などがある。
ダム湖である田代調整池（たしろちょうせいち）より取水された水は南アルプスを貫く導水トンネルを通じて早川支流に建設された保利沢川ダム（重力式コンクリートダム・17.3m）を経由し、田代川第二発電所および・第一発電所において発電される。認可出力は田代川第一発電所が17,400kW、田代川第二発電所が22,700kWであり、初期の大井川水系に建設された水力発電所では出力が大きかった。
当初発電事業主体であった早川電力は、後に東京電燈に吸収され、さらに1938年（昭和13年）の電力管理法による国家電力統制策によって日本発送電に強制的に接収・合併され、事実上国家管理となった。だが敗戦後、連合国軍最高司令官総司令部（GHQ）の過度経済力集中排除法の指定を受けた日本発送電は1951年（昭和26年）に全国9電力会社に分割・民営化された。その後、東京電力を経て東京電力リニューアブルパワーに管理・運営が移り、現在に至る。大井川水系の水力発電施設の大半は中部電力に移管されたが、田代ダムについてのみ東京電力の前身である東京電燈が管理していたことにより、この様な結果となった。「一河川一社主義」の原則で、通常は一水系全て同一の電力会社が管理する中での例外である。

## 田代ダム水利権問題
2006年（平成18年）より田代ダムは、大井川の河川環境維持を図るためにダムからの放流を開始した。だが、ここに行き着くまでの間には様々な紆余曲折があった。

### 問題の経緯
田代ダムから取水される水量は完成当時の1924年には毎秒2.92トンであった。だが1955年（昭和30年）に東京電力は静岡県に対して毎秒4.99トンの取水量増量を申請、許認可を受けた。だが、この取水量増量は下流の自治体には知らされていなかった。そして取水量増加に伴い田代ダムより下流の大井川は、全くの無水区間となったのである。いわゆる「川枯れ」である。
当時、大井川水系には田代ダムを始め電力会社管理ダムや取水堰堤が数多く建設され、水力発電に利用するため各所から取水していた。このためかつて「箱根八里は馬でも越すが、越すに越されぬ大井川」とまで謳われた大井川の水量は急激に減少。1961年（昭和36年）の塩郷ダム完成によってダム下流約20km区間が完全に流水途絶したことにより、一層深刻な事態となった。このため川根町（現・島田市）、中川根町・本川根町（現・川根本町）の住民を中心に大井川の「水返せ運動」を起しダムからの放流を要求、静岡県も1975年（昭和50年）の大井川発電用水利権更新に際して、河川維持放流を東京電力・中部電力両社に要請した。だが、取水量を減らすことは発電能力減衰に繋がり、営業収益の減収に至ることを懸念した両電力会社はこの静岡県の申し出を拒否した。
住民は一向に進まない大井川の環境改善に対して実力での要求を行うようになり、1987年（昭和62年）には住民決起大会やダム直下流での座り込みなど、示威行動にて水利権返還を要求した。これに対し中部電力は毎秒3 - 5トンの放流を行うことを発表、塩郷ダム下流の無水区間は解消したが田代ダムについては改善がもたらされなかった。この間1997年（平成9年）には河川法が改正され目的の一つに「河川環境の維持」が盛り込まれ、電力会社管理ダムといえども河川環境維持のための放流が半ば義務化された。こうした時代の流れには逆らえず、次第に田代ダムからの河川維持放流問題が解決すべき問題としてクローズアップされたのである。

### 水利権更新と放流
2005年（平成17年）田代ダムの発電用水利権が更新されるに及び、水利権の変更が流域より求められたことにより関係する各官庁・自治体・企業によって2月6日に「大井川水利流量調整委員会」が設立された。組織構成は大井川水系を管理する国土交通省中部地方整備局と静岡県土木部、流域自治体である静岡市・島田市・川根町・川根本町の4市町、ダムを管理する東京電力と大井川と密接に関連する中部電力、更に富士川水系を管理する国土交通省関東地方整備局と山梨県土木局である。
こうして委員会を土台にした水利権返還交渉が行われた。東京電力も水利権の一部返還に前向きな姿勢を示したが、肝心の放流量について流域自治体との折り合いが付かなかった。特に農繁期や漁業への影響を最小限にするための夏季流量について話がまとまらなかった。このため流域では要求どおりの水量放流を獲得するために流域住民の決起大会や署名活動を行った。特に署名活動では2万人以上の署名が集まり、世論をバックに強硬に水量返還を要求。これを見た静岡県も知事自らが直接東京電力本社を訪れ、社長に直談判して住民の要求に近い水量放流での妥結を迫った。
東京電力は結局要望に近い形での放流量を提示、流域自治体もこれを容認したことから11月29日に水利権交渉は妥結した。これに基づき期間に応じた河川維持放流を2006年より実施することとなった。内容としては、
- 12月6日 - 3月19日までの間は、大井川鐵道橋梁を基準点として毎秒0.43トンをダムより放流する。
- 3月20日 - 4月30日までの間は、国道150号富士見橋を基準点として、ウグイに影響を及ぼさない流量・毎秒0.89トンをダムより放流する。
- 5月1日 - 8月30日までの間は、ダム下流の千石大橋を基準点として、ウグイに影響を及ぼさない流量・毎秒1.49トンをダムより放流する。
- 9月1日 - 12月5日までの間は、ダム下流の千石大橋を基準点として、アユに影響を及ぼさない流量・毎秒1.08トンをダムより放流する。

であり、春から次第に水量を増やし、冬季に最小限の水量を放流することとなった。現在、田代ダムにおいては試験的な放流を実施して下流への影響や発電能力への影響を調査している。また、大井川本川にある国土交通省直轄ダム・長島ダムと中部電力が管理する5ダム（畑薙第一ダム・畑薙第二ダム・井川ダム・奥泉ダム・大井川ダム）の連携放流を現在検討中であり、今後どのように連携して毎秒0.43 - 1.49トンの放水量を上乗せして行くかが課題となっている。

## 田代ダム取水抑制案
中央新幹線の南アルプストンネル工事による大井川の流量減少問題への対策として、2022年4月にJR東海はトンネル工事で静岡県外に流出する分、田代ダムから山梨県側に送る水量を減らすという案を提示。静岡県側の了承を得て、2023年6月よりJR東海とダムを管理する東京電力リニューアブルパワーとの協議が開始され、10月には大筋がまとまった。

## アクセス
田代ダムへは直接のアクセスはできない。以下畑薙第一ダムまでのアクセスと、そこから田代ダムまでのアクセスに分けて説明する。
マイカーの場合、国道362号を川根本町千頭より静岡県道77号川根寸又峡線・静岡県道388号接岨峡線経由で接岨峡沿いに井川方面に北上するか、もしくは葵区昼居渡より直接入るかのいずれかで静岡県道60号南アルプス公園線に入り、畑薙第一ダム方面へ行く。高速道路の最寄りインターチェンジは新東名高速道路の新静岡インターチェンジで、畑薙第一ダムまで約72kmの距離である。
公共交通機関では静岡鉄道・新静岡駅もしくはJR東海・静岡駅よりしずてつジャストラインバスの畑薙第一ダム行に乗車、終点で下車する。所要時間は約2時間半である。
畑薙第一ダムより北の東俣林道はマイカー規制がかかっており一般車両は進入禁止である。そのため、田代ダムまでは基本的には徒歩となるが、田代ダムに近い二軒小屋小屋ロッジなどを経営する特種東海フォレストの山小屋へ宿泊する場合は、二軒小屋ロッジまで同社の送迎バスで行くことができる（静岡県（静岡市）の北端一帯は、特種東海製紙の社有林であり、特種東海フォレストが管理している）。
畑薙第一ダムより田代ダムまでは約27kmの距離である。途中には椹島ロッジ(同じく特種東海フォレストが経営)や赤石ダムがある。
田代ダムまでのルートは南アルプス登頂のメインルートの一つであり、多くの登山客が訪れる。